# Liste von Bauwerken in Ústí nad Labem
Die Liste von Bauwerken in Ústí nad Labem beinhaltet die bedeutendsten Bauten der modernen Architektur aus der Zeit von 1860 bis 2010 in Ústí nad Labem. Die aufgeführten Gebäude geben einen Überblick über die Architekturgeschichte der letzten 150 Jahre und ihre Architekten, sie führen den Betrachter durch die Architekturstile dieser Periode. Eine Gesamtübersicht zu dieser Thematik gibt die Arbeit von Boudníková über Funktionalistische Architektur in Ústí nad Labem.
Viele Bauwerke sind auf den Architektur-Webseiten der Stadt Ústí–Aussig zu finden.
Prouza beschreibt in seiner Arbeit die Deutsche sozialdemokratische Architektur des kommunalen Wohnungsbaus in Aussig das Baugeschehen in der Zeit von 1918 bis 1938, als in der Stadt der Sozialdemokrat Leopold Pölzl Bürgermeister und Franz Josef Arnold Stadtarchitekt war.
Nur wenige dieser Bauten stehen unter Denkmalschutz.

## Liste von Bauwerken in Ústí nad Labem-Aussig an der Elbe
Die bedeutendsten Bauwerke sind in dieser Liste zusammengestellt. Gebäude, die unter Denkmalschutz stehen, sind mit der ÚSKP-Nr. der Zentralen Liste der Kulturdenkmale der Tschechischen Republik (Ústřední seznam kulturních památek České republiky) gekennzeichnet.